# Brenner György
Brenner György (Budapest, 1939. július 24. – Budapest, 1993. január 28.) Munkácsy Mihály-díjas magyar karikaturista, grafikusművész. Szignója: BGY

## Életútja
Nyomdász végzettséggel 14 évig dolgozott mélynyomó fényképész-retusőrként, és volt a bélyeggyártási osztály munkatársa is az Állami Nyomdában. A Kossuth Lajos Közgazdasági Technikumban szerzett oklevelet 1957-ben. Autodidakta módon képezte magát. 1959-ben jelent meg első rajza. 1961-től közölték munkáit különböző napi- és hetilapokban (Néplap, Magyar Nemzet, Élet és Irodalom stb.) 1971-től lett a Ludas Matyi belső munkatársa, Tabi László főszerkesztősége idején. Külsősként már korábban is (1966-tól) közölték karikatúráit a Ludasban. 1976-ban munkásságáért Munkácsy-díj-at kapott.  
A lap megszűnte után (1990 -től) az Új Ludas-nak is készített rajzokat. Ugyanakkor a Népszabadság és a Hócipő is rendszeresen megjelentette karikatúráit. Rajzain a mindennapi élet szürke hétköznapjainak átlagpolgárai jelentek meg, akik szavaikkal rávilágítanak köznapi létünk problémáira, fonákjaira. Egyik népszerű figurája, szócsöve: Vilma néni, aki a Ludas Matyi hasábjain hetente, rendszeresen tájékoztatott minket olvasókat az éppen aktuális társadalmi és politikai helyzetről.  

Számos szöveg nélküli karikatúrát is készített, amelyekben a társadalomra leső veszélyekre figyelmeztetett. Koczogh Ákos irodalomtörténész, művészettörténész így nyilatkozott róla: 

„Brenner György következetes vonalrendszerei milyen kegyetlen, könyörtelen igazsággal fejezik ki technikai korunk sematikus igazságtalanságait...Úgy mondták, ha nem maradna fenn egyéb korunkból, mint Jókai regényei, rekonstruálhatnánk belőlük. Brenner György rajzaiból is. Az urbanizálódás nagyszerűsége mellett, pontosan és mélyen felmutatja a veszélyeket, az elembertelenedést, az elidegenedést, a természet rovására menő mechanizmust, az elgépiesedést, a sematizálódást, a szürkeséget, unalmat, az ember magára maradását.”

Rózsa Gyula a következő gondolatokat mondotta Brenner Györgyről: 

„Több méltatója megszámolta már, hogy nagytotáljaiban...hány tucat egyéni arc, karakter, és egyedi lelkiállapot hitelesíti a tömeget. Ez a pokolian munkaigényes kisrealizmus, sőt mikrorealizmus teremti meg a hitelét, úgyszólván  a kézműves erkölcsi fedezetét a megfoghatatlanul bujkáló intellektualizmusnak, az éterien anyagtalan iróniának.”

 Számos könyvet, tankönyvet, nyelvkönyvet illusztrált. Halála után jelent meg Tizenötmillió című karikatúra albuma.

## Emlékezete
Emlékére a Hócipő és Népszabadság szerkesztősége 1993-ban Brenner-díjat alapítottak.

## Könyvei
- A hírügynök (ill., 1988)
- A rendszerváltás humora (többekkel, 1992)
- Tizenötmillió; utószó Rózsa Gyula; Mécs, Budapest, 1993 (Scriptor-füzetek)
- Rajzok / Zeichnungen; bev. Dalos György Edition Temmen, Bremen, 1997
- Micsoda város (többekkel, 1998)

## Publikációi
| - Csúzli (1961)(1975) - Füles (1961-1963) - Élet és Irodalom (1966-1967) - Ludas Matyi (1966-1990) - Sportoló Kis LLudas (1967) - Mindent Tudó Kis Ludas (1967) - Ifjúsági Magazin (1968)(1988) - Vigyázat, a humor mögött pénz van (1968) - Magyar Ifjúság (1968-1971) - Ludas Matyi Magazin (1968-1996) - Groteszk (1969) - Dolgozók Lapja (1969) - Néplap (1970) - Kisalföld (1970)(1990-1992) - Mozgó Világ (1971) | - Napos Oldal (1971) - 153 Vicc (1972) - Film Színház Muzsika (1973) - Nyári Örömök (1974) - Vidám Nyaralás (1974) - Tollasbál (1974-1990) - Képes Sport (1975) - Világ Ifjúsága (1976-1977) - Humor 77 (1977) - Humor EB (1977-1978) - Pajtás (1978) - Színész Újságíró Magazin (1978) - Humor Olimpia (1979) - Humor VB (1971-1986) - Tévé könyv (1985) | - Gólyahír (Ludas) (1985) - Extra Ludas (1986-1989) - T-Boy (1988) - Nemzetközi Kiállítási Katalógus (1988) - Grimasz (1988) - Tallózó (1989-1993) - Képes7 (1989) - Kunszenti Hírek (1989) - Kölyök (1989) - Magyar Nemzet (1990) - Új Ludas (1990-1992) - Magyar Szó (1990) - Ludas Matyi évkönyv (1990) - Népszabadság (1990-1993) - Elefánt (1991-1993) | - Hócipő (1991-1993) - Új Ludas Kalendárium (1991) - Új Ludas Magazin (1990-1992) - 24 Óra (1992) - Bukfenc (1992) - Látlelet (1992) - 1. Országos Karikatúra Biennálé (1983) - 2. Országos Karikatúra biennálé (1985) - 4. Országos Karikatúra Biennálé (1989) |

## Díjai, elismerései
- Az év legjobb karikatúrája, II. díj (1968)
- Moszkva, III. díj (1969)
- Skopje, II. díj (1970)
- Brodighera, I. díj
- Nyugat-Berlin, különdíj (1975)
- Munkácsy-díj (1976)
- Montreal, VI. díj (1976)
- Pest megyei Tanács díja (1979)
- Aksehir Grand Prix (1989)
- SZOT-díj (1989)
- OPUS-díj (1990)

## Kiállításai
- Műcsarnok, Budapest  (1967) (csoportos)
- Esztergom (1968) (egyéni)
- KPVDSZ kultúrotthon (1968) (egyéni)
- Magyar Sajtó Háza (1968) (egyéni)
- Fiatal Művészek Klubja , Budapest (1970) (csoportos)
- Szeged (1972) (csoportos)
- Békés (1975) (egyéni)
- Ernst Múzeum, Budapest (1975) (csoportos)
- Zalaegerszeg (1975) (egyéni)
- Szófia (1976)(1982) (csoportos)
- Sárvár (1977) (egyéni)
- Nyugat-Berlin (1977) (csoportos)
- Vác (1979) (csoportos)
- Siófok (1979) (csoportos)
- Dortmund (1980)(1984) (csoportos)
- Erlangen, Német Demokratikus Köztársaság (1982) (csoportos)
- 1. Országos Karikatúra Biennálé, Nyíregyháza (1983) (csoportos)
- Gödöllő (1983) (csoportos)
- 2. Országos Karikatúra biennálé,  Nyíregyháza (1985) (csoportos)
- 3. Országos Karikatúra Biennálé, Nyíregyháza (1987) (csoportos)
- 4. Országos Karikatúra Biennálé, Nyíregyháza (1989) (csoportos)
- Budapest. Műcsarnok (1989) (csoportos)
- Marczibányi téri Művelődési Központ, Budapest (1992) (egyéni)
- Legújabb kori Történeti Múzeum, Budapest (1993) (egyéni)
- Berlin (1997) (egyéni)
- kArton Galéria, Budapest (2002) (egyéni)